# Blandainville
Blandainville é uma comuna francesa na região administrativa do Centro, no departamento Eure-et-Loir. Estende-se por uma área de 13,33 km². Em 2010 a comuna tinha 278 habitantes (densidade: 20,9 hab./km²).